# Tournoi des Quatre Nations 2009
Navigation
Édition précédente Édition suivante
Le Tournoi des Quatre Nations 2009 (officiellement en anglais le Gillette Four Nations) est la première édition de cette compétition internationale de rugby à XIII, succédant au Tri-Nations (disputé entre les trois meilleures sélections mondiales que sont la Nouvelle-Zélande, l'Australie et la Grande-Bretagne). Il s'est déroulé du 23 octobre au 14 novembre 2009 en Angleterre et en France. Trois Tournois des Quatre Nations précèdent la Coupe du monde 2013. C'est la première participation de l'équipe de France et de l'équipe d'Angleterre, cette dernière était auparavant incorporée dans l'équipe de Grande-Bretagne. Les deux autres participants sont l'Australie et la Nouvelle-Zélande. L'Australie remporte le tournoi en battant l'Angleterre en finale. L'australien Greg Inglis a été élu Meilleur Joueur du Tournoi.

## Histoire
Devant le succès du Tri-Nations opposant depuis 1999 l'Australie, la Nouvelle-Zélande et la Grande-Bretagne. La Rugby League International Federation annonce, le 10 novembre 2006, qu'elle invite l'équipe de France à rejoindre le tournoi dès 2009 et crée le Tournoi des Quatre Nations.
De son côté, la Grande-Bretagne ne participe plus au tournoi et est remplacée par l'équipe d'Angleterre. Les Lions britanniques ne sont désormais reconstitués que lors d'événements spéciaux.
Lors des quatre éditions du tournoi des Tri-Nations, l'Australie s'est imposée à trois reprises (1999, 2004 et 2006) et la Nouvelle-Zélande une fois (2005), démontrant la supériorité des deux nations de l'hémisphère sud sur la Grande-Bretagne. L'idée d'ouvrir cette compétition à une quatrième nation est de permettre à encourager l'expansion du rugby à XIII, pour l'édition 2009 de ce nouveau format, la RLIF a décidé qu'elle se tiendrait entre l'Angleterre et la France, en invitant donc la sélection française à prendre part au tournoi. L'édition 2009 comprend donc les deux finalistes de la coupe du monde la Nouvelle-Zélande et l'Australie ainsi que le troisième l'Angleterre. La France avait terminé dixième et dernière de cette coupe du monde, bien loin de son rang mondial de cinquième nation de rugby à XIII, c'est donc en qualité d'outsider que la France se présente à ce tournoi.

## Villes et infrastructures retenues

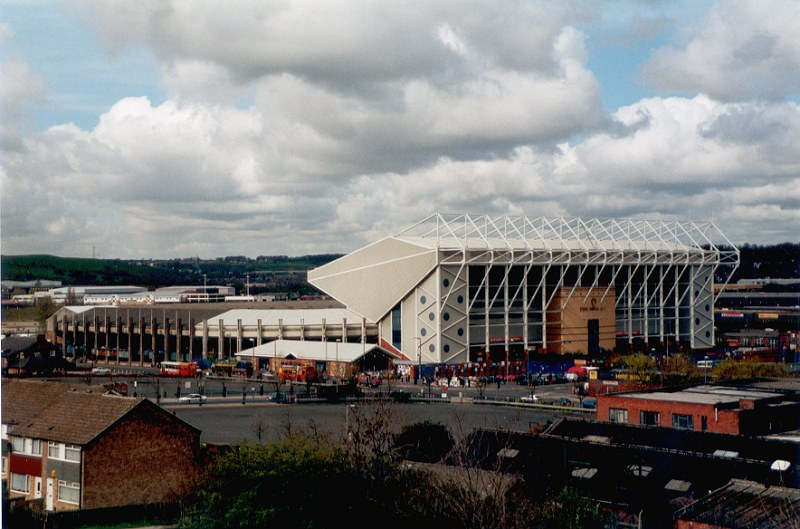
Elland Road

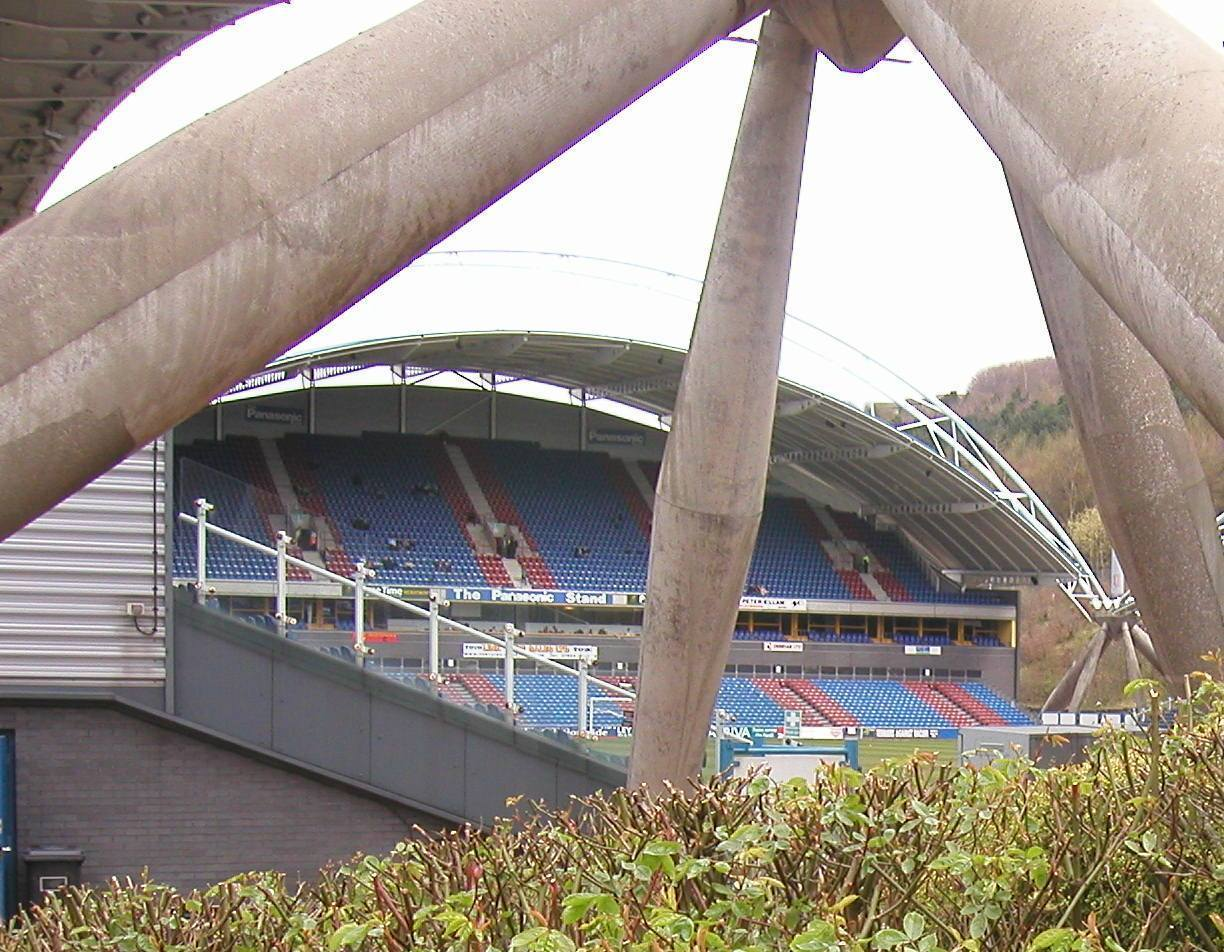
Galpharm Stadium

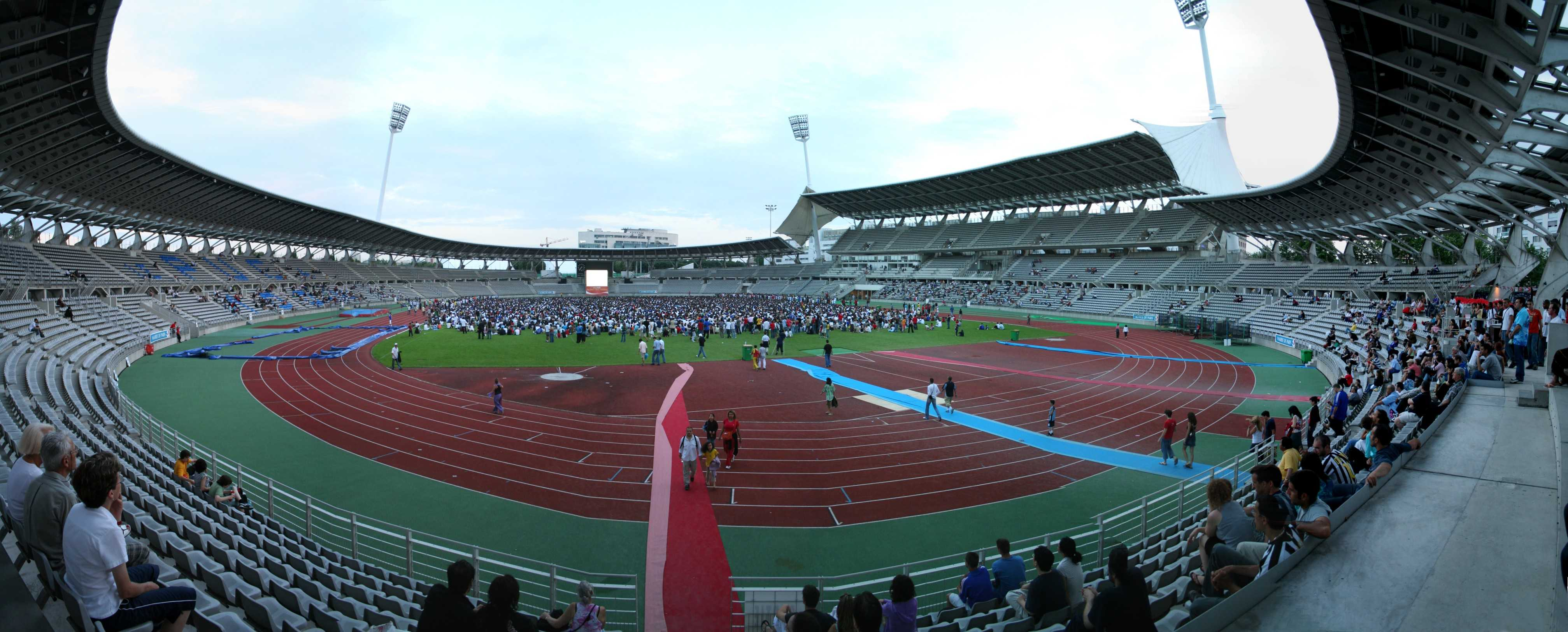
Stade Charléty

| Ville        | Stade               | Capacité |
| ------------ | ------------------- | -------- |
| Londres      | The Stoop           | 12 700   |
| Doncaster    | Keepmoat Stadium    | 15 000   |
| Wigan        | JJB Stadium         | 25 135   |
| Toulouse     | Stade Ernest-Wallon | 19 000   |
| Huddersfield | Galpharm Stadium    | 24 500   |
| Paris        | Stade Charléty      | 20 000   |
| Leeds        | Elland Road         | 40 000   |

## Acteurs du tournoi

### Nations
Quatre nations prennent part à cette compétition. Les trois équipes participantes aux précédents Tri-Nations, à savoir l'Australie, la Nouvelle-Zélande et l'Angleterre. Cette dernière remplace en fait l'équipe de Grande-Bretagne. Enfin une quatrième nation est invitée, pour cette première édition de ce tournoi, une équipe européenne est présente : la France.

### Joueurs
Chaque équipe emmène une vingtaine de joueurs lors de ce tournoi, ce qui fait un total de 93 joueurs.
Le plus jeune d'entre eux est le Néo-Zélandais Kieran Foran âgé de 19 ans. Le plus âgé est l'Australien Petero Civoniceva âgé de 33 ans. La franchise la plus représentée est les Dragons Catalans qui fournissent seize joueurs à l'équipe de France suivis de Melbourne Storm avec huit joueurs.

## Résultats
Lors du premier tour, chaque sélection s'affronte une fois les trois autres. Un classement final détermine les deux nations qui iront en finale à l'Elland Road de Leeds.

### Premier tour
| Rang | Équipe           | Pts | J | G | N | P | Bp | Bc  | Diff |
| ---- | ---------------- | --- | - | - | - | - | -- | --- | ---- |
| 1    | Australie        | 5   | 3 | 2 | 1 | 0 | 88 | 40  | +48  |
| 2    | Angleterre       | 4   | 3 | 2 | 0 | 1 | 70 | 50  | +20  |
| 3    | Nouvelle-Zélande | 3   | 3 | 1 | 1 | 1 | 94 | 52  | +42  |
| 4    | France           | 0   | 3 | 0 | 0 | 3 | 28 | 138 | -110 |

     Équipe qualifiée ou victorieuse; Pts = points; J = joués; G = gagnés; N = nuls; P = perdus;

Bp = buts pour; Bc = buts contre; Diff = différence de buts

### Finale
(mt :  - )
Homme du match :  Johnathan Thurston
Points marqués :
- Australie : 8 essais de Slater (3), Morris (2), Inglis, Hayne et Smith ; 7 buts de Thurston (7).
- Angleterre : 3 essais de Burgess (2) et Fox ; 2 buts de Sinfield (2).

Évolution du score : 
Arbitre :  Leon Williamson
Spectateurs : 31 042
Composition des équipes :
- Australie : Billy Slater - Brett Morris, Greg Inglis, Justin Hodges, Jarryd Hayne - Darren Lockyer (c), Johnathan Thurston - Ben Hannant, Cameron Smith, Petero Civoniceva, Luke Lewis, Paul Gallen, Nathan Hindmarsh - Kurt Gidley, Brett White, Anthony Watmough, Sam Thaiday - Entraîneur : Tim Sheens
- Angleterre : Shaun Briscoe - Peter Fox, Chris Bridge, Michael Shenton, Ryan Hall - Sam Tomkins, Kyle Eastmond - Adrian Morley, Kevin Sinfield, James Graham, Jamie Peacock (c), Gareth Ellis, Sam Burgess - Eorl Crabtree, Jon Wilkin, Ben Westwood, James Roby - Entraîneur : Tony Smith

## Statistiques

### Plus grand écart entre 2 équipes
50 points –  Nouvelle-Zélande bat France 62-12

### Plus grand nombre de points marqués par une équipe lors d'un match
62 points – par  Nouvelle-Zélande contre la France (62-12)

### Meilleur réalisateur
38 –  Johnathan Thurston (1 essais, 17 buts)

### Meilleur marqueur d'essais
6 –  Brett Morris

### Plus grand nombre de points marqués lors d'un match par un joueur
22 –  Bryson Goodwin (1 essai, 9 buts) (vs. France)

### Plus grand nombre d'essais marqués lors d'un match par un joueur
3 –  Sam Perrett (vs. France)

3 –  Michael Jennings (vs. France)

3 –  Billy Slater (vs. Angleterre en finale)

### Plus grand nombre de buts marqué lors d'un match par un joueur
9 –  Bryson Goodwin (vs. France)

### Liste des marqueurs d'essais
Au total, 61 essais ont été marqués lors de ce tournoi.
| 6 essais - Brett Morris 5 essais - Billy Slater 3 essais - Michael Jennings - Sam Burgess - Lance Hohaia - Sam Perrett 2 essais - Josh Morris - Greg Inglis - Cameron Smith - Lee Smith - Richard Myler - Peter Fox - Frank-Paul Nuuausala - Junior Sa'u - Jared Waerea-Hargreaves - Bryson Goodwin | 1 essai - Johnathan Thurston - Darren Lockyer - Luke Lewis - Jarryd Hayne - Kevin Sinfield - Ryan Hall - Tom Briscoe - Gareth Ellis - Kyle Eastmond - Vincent Duport - Kane Bentley - Sébastien Martins - James Wynne - Olivier Elima - Frank Pritchard - Benji Marshall - Ben Matulino - Peter Fox |